# Pasi Ara Wt
Pasi Ara Wt is een bestuurslaag in het regentschap Aceh Barat van de provincie Atjeh, Indonesië. Pasi Ara Wt telt 230 inwoners (volkstelling 2010).